# Курэты
Курэты (лат. Myiophobus) — род воробьиных птиц из семейства тиранновых.

## Список видов
В род включают 8 видов:
- Myiophobus crypterythrus (Sclater, 1861)
- Оливковогрудая курэта Myiophobus cryptoxanthus (Sclater, 1861)
- Ржавчатая курэта Myiophobus fasciatus (Statius Muller, 1776)
- Жёлтая курэта Myiophobus flavicans (Sclater, 1861)
- Одноцветная курэта Myiophobus inornatus Carriker, 1932
- Золотоголовая курэта Myiophobus phoenicomitra (Taczanowski et Berlepsch, 1885)
- Рораимская курэта Myiophobus roraimae (Salvin et Godman, 1883)
- Myiophobus rufescens (Salvadori, 1864)

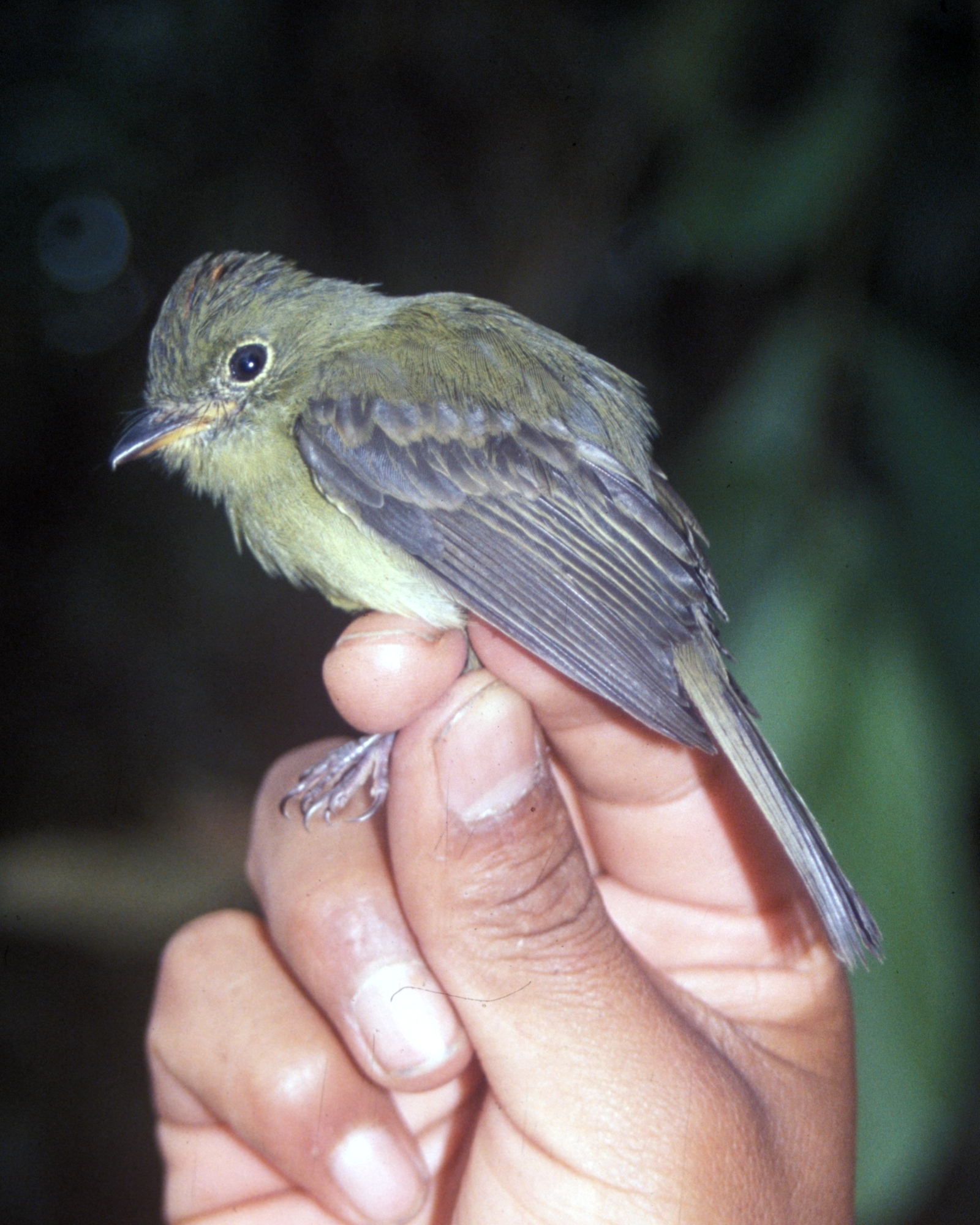
Золотоголовая курэта
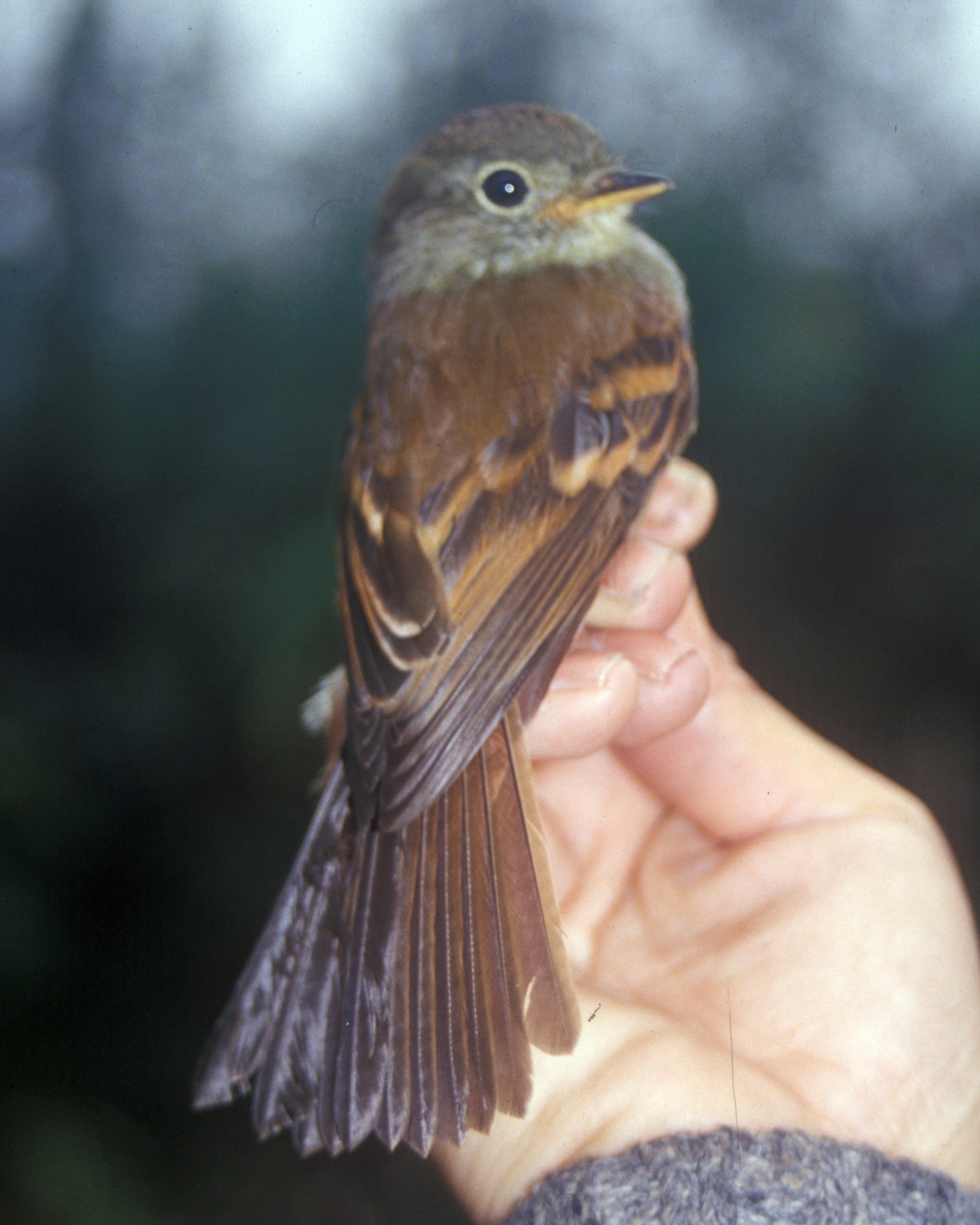
Рораимская курэта